# (35999) 1999 NB22
1999 NB22 (asteroide 35999) é um asteroide da cintura principal. Possui uma excentricidade de 0.13341450 e uma inclinação de 10.06706º.
Este asteroide foi descoberto no dia 14 de julho de 1999 por LINEAR em Socorro.